# Долинкова, Зузана
Зузана Долинкова (словац. Zuzana Dolinková; род. 20 января 1983, Топольчани, Западно-Словацкий край) — словацкий профсоюзный и государственный деятель. Заместитель председателя партии «Голос — социальная демократия» с 2021 года. В прошлом —  министр здравоохранения Словакии (2023—2024).

## Биография
Родилась 20 января 1983 года.
В 2002 году поступила на юридический факультет Университета имени Я. А. Коменского в Братиславе, по окончании которого в 2007 году получила степень магистра. В 2009 году получила академическое звание доктора права (JUDr).
В 2004—2007 годах — помощник в адвокатской фирме Маргиты Чуленовой (Margita Čulenová) в Братиславе. В 2008—2015 годах — юрисконсульт в адвокатской фирме Ондрея Шкодлера, позднее — Škodler & Partners в Братиславе. Работала преимущественно в сфере медицинского права.
В 2015—2021 годах руководила профсоюзом поставщиков амбулаторных медицинских услуг — Zväz ambulantných poskytovateľov (ZAP), учредителем которого является Словацкая медицинская палата (SLK), первоначально в должности исполнительного директора, с 2019 года — председателя правления, с 2020 года — президента. Представляла интересы медицинских работников в переговорах со страховыми компаниями. С июля по декабрь 2017 года — исполнительный директор компании LEKÁR, a. s. — учебного центра SLK.

## Политическая карьера
Баллотировалась на парламентских выборах 2020 года от партии «Хороший выбор» (Dobrá voľba), была 11-й в списке. Партия не преодолела 5-процентный барьер.
В 2021 году вступила в партию «Голос — социальная демократия», где была избрана заместителем председателя партии.
Баллотировалась на парламентских выборах 2023 года от партии «Голос — социальная демократия», была 5-й в списке и избрана депутатом, получив 20 153 голосов. После назначения в правительство её мандат перешёл к Мирославу Челлару (Miroslav Čellár).
25 октября 2023 года назначена министром здравоохранения Словакии в правительстве под руководством премьер-министра Роберта Фицо («Направление — социальная демократия»). 4 октября 2024 года объявила об отставке из-за несогласия с мерами по бюджетной консолидации правительства, одной из которых стало замедление темпов роста зарплат врачей. Президент Петер Пеллегрини принял отставку 10 октября и одновременно назначил на эту должность Камила Шашко, бывшего государственного секретаря Министерства экономики.

## Личная жизнь
Разведена. В одиночку воспитывает двух детей: дочь Эстер и сына Давида.